# Al-Masudi
Al-Masudi (în arabă أبو الحسن علي بن الحسين بن علي المسعودي), (n. 896, Bagdad - d. septembrie 956, Al-Fustat, Cairo în prezent), cu numele complet Abū al-Ḥasan'Alī ibn al-Ḥusayn al-Mas'ūdī, a fost un istoric arab, geograf și călător. Primul autor arab, care a unit observațiile dispersate, în primul rând cele istorice și geografice într-o lucrare de mari dimensiuni enciclopedice, a câștigat porecla de „Herodot al arabilor”. Ibn Khaldun l-a numit „Imam” (cap) pe toți istoricii.

## Călătorii

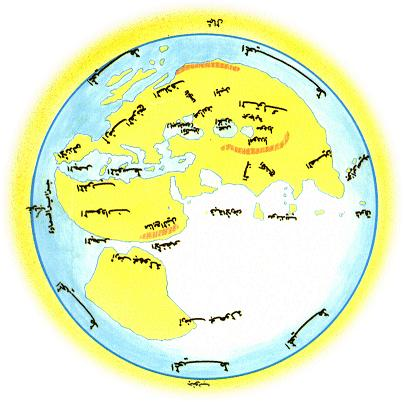
Hartă a lumii după Al-Masudi

Informații despre viața lui Al-Masudi sunt foarte puține. Din scrierile sale, putem concluziona că Al-Masudi sa născut în Bagdad. Provenind de la urmașii lui Abdallah Ibn al-Mas'udi - companion al profetului Mohamed. După ani de pribegie stabilit la Damasc, dar doi ani mai târziu s-a mutat la Al-Fustat, unde a scris Cartea de indicații și observații.
Al-Masudi, în călătoriile sale a vizitat diferite provincii ale Califatului Abbasid, India, Caucaz, regiunile riverane ale Mării Caspice, în Siria, Arabia și Egipt. Unii cercetători au presupus că Al-Masudi a vizitat China, Zanzibar, Sri Lanka și chiar Madagascar.

## Relatări despreOamenii din Sfertul Nordic(Europeni)
„În ceea ce îi privește pe oamenii din sfertul nordic, aceștia sunt cei pentru care soarele se află, pe măsură ce înaintăm în nord, la distanță de zenit, cum ar fi francii, slavii și celelalte popoare care le sunt vecine. Puterea soarelui este slăbită la aceștia datorită distanței lui față de ei, frigul și umezeala domină în regiunile lor, iar zăpada și gheața urmează una alteia într-o nesfârșită succesiune. Corpurile le sunt mari, firea grosolană, purtarea brutală, intelectul tocit, iar limbile le sunt grele. Culoarea lor este într-atât de albă încît pare albastră... Și ochii lor sunt albaștri, potrivit cu coloritul lor, părul lor este subțire și roșcat din cauza cețurilor umede. Credințelor lor religioase le lipsește tăria, iar aceasta se datorează naturii frigului și al absenței căldurii. Cu cât mai la nord, cu atât sunt mai grosolani și brutali”
.